# Sławomir Sikora
Sławomir Sikora (2 aprile 1986) è un ex cestista polacco.

## Palmarès
- Campionato polacco: 1

Asseco Prokom Gdynia: 2011-12